# Aquinata von Hoyos-Sprinzenstein

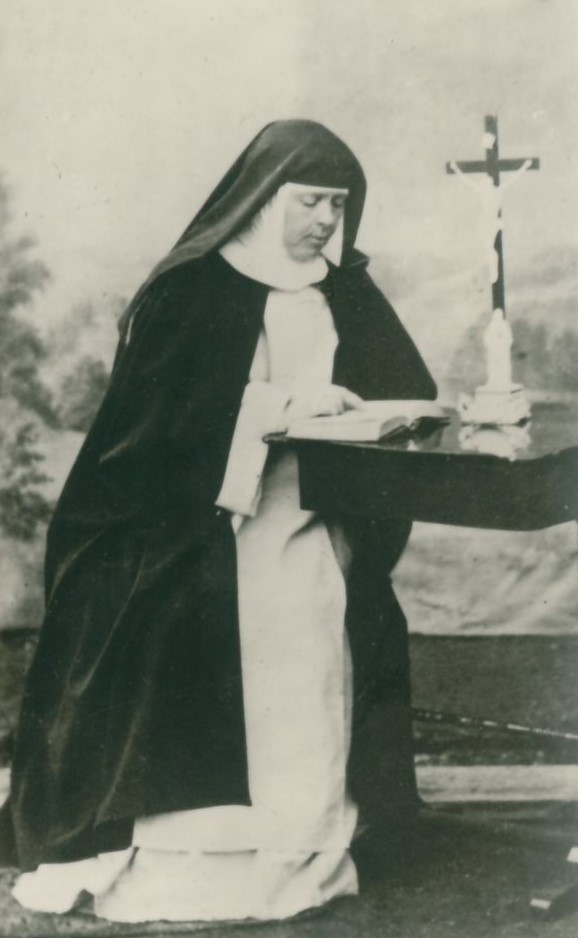
Aquinata von Hoyos-Sprinzenstein (1880)

Sr. Aquinata Therese Hoyos OP (* 14. Dezember 1828; † 20. Februar 1886) war eine österreichische, katholische Ordensfrau aus dem Grafengeschlecht der Hoyos von Sprinzenstein. 

## Leben
Ihr Bruder war Graf Ernst Hoyos von Sprinzenstein, der Vater hieß Heinrich († 18. November 1854). Im 16. Jahrhundert waren Mitglieder der österreichischen Linie der Hoyos von Spanien gekommen. Aus ihrer Familie waren Bischöfe und zahlreiche hohe Beamte hervorgegangen. Beachtliche Besitzungen kamen in Niederösterreich und der Steiermark zustande. Therese wurde in Wien geboren und lebte bis zum 40. Lebensjahr in der Oberschicht der österreichischen Aristokratie. Als Kind war ihr der spätere Kaiser Franz Josef I. (der zwei Jahre jünger war) bekannt; später wurde sie Hofdame am kaiserlichen Hof.
Im 40. Lebensjahr trat sie ins Augsburger Dominikanerinnenkloster St. Ursula ein; ihr Ordensname war Sr. Aquinata, nach dem Kirchenlehrer Thomas von Aquin. Von Augsburg führte ihr Weg nach Nancy, wo sie fünf Jahre blieb. Dort legte sie die Ewige Profeß ab. Im August 1876 wechselte sie zu den Dominikanerinnen nach Güns (Ungarn), mit der Absicht, bald eine Klostergründung in Österreich vorzunehmen. Im Günser Kloster wohnte eine genügende Anzahl von Schwestern, die in Österreich geboren waren. Sechs Jahre später gelang diese Initiative in Gleisdorf, Steiermark. P. Thomas Anselmi († 1890) begleitete die Gründung, deren Anfang auf den 26. Juni 1882 zu datieren ist, als Sr. Aquinata mit Maria Henrika Zündt, zwei Chor- und zwei Laienschwestern in der neuen Heimat ankam. Das Haus wurde bereits am 20. April 1881 durch Pater Anselmi gekauft und mit dem Erbe von Sr. Aquinata bezahlt. Die Schwestern nannten sich Konvent der Dominikanerinnen vom Heiligen Rosenkranz. Nach der Aufgabe des Klosters Gleisdorf (das heute als Forum Kloster genutzt wird) 1996 und der Übersiedlung nach Graz trat der Konvent der Union der Dominikanerinnen bei. 
Im Jahr 1883 bereiste Kaiser Franz Josef I. die Steiermark und kam am 9. Juli auch nach Gleisdorf, um die feierliche Schlusssteinlegung des von den Dominikanerinnen errichteten Armenhauses vorzunehmen. Als er nach der ihm persönlich aus der Kindheit bekannten Sr. Aquinata fragte, war sie nicht zu finden; sie hatte sich zurückgezogen, um nicht als Bekannte des Kaisers hervorzutreten.